# Spodnja Kneža
Spodnja Kneža (nemško Untergrafenbach) je naselje v Občini Grebinj v Okraju Velikovec na Koroškem v Avstriji.